# Gregory Chaitin
Gregory John Chaitin (ur. 25 czerwca 1947) – argentyńsko-amerykański matematyk i informatyk. 
Od końca lat 60. XX w. Chaitin wniósł wkład do algorytmicznej teorii informacji oraz metamatematyki, prowadząc badania nad twierdzeniem Gödla o niezupełności. Jest uważany za jednego z twórców tzw. złożoności Kołmogorowa (lub Kołmogorowa-Chaitina), wspólnie z Andriejem Kołmogorowem oraz Rayem Salomonoffem. Obecnie jego algorytmiczna teoria informacji jest przedmiotem nauczania w trakcie niemal każdego kursu z zakresu informatyki.

## Matematyka i informatyka
Uczęszczał do Bronx High School of Science oraz City College of New York, gdzie rozwinął teorię, która doprowadziła go do odkrycia złożoności Kołmogorowa.
Chaitin zdefiniował stałą Chaitina Ω, liczbę rzeczywistą, której cyfry rozmieszczone są równomiernie. Niekiedy nieformalnie jest ona opisywana jako wyrażenie prawdopodobieństwa zatrzymania się losowego programu.
Jego wczesne prace nad algorytmiczną teorią informacji były inspirowane przez dokonania Solomonoffa, Kołmogorowa oraz Martina-Löfa.
Jest autorem ponad 10 książek, które zostały przetłumaczone na kilkanaście języków. Obecnie zajmuje się problemami metabiologii oraz próbami formalizacji teorii ewolucji.

## Pozostałe dokonania
Chaitin jest również autorem publikacji z zakresu filozofii, w szczególności metafizyki oraz filozofii matematyki. Twierdzi, że algorytmiczna teoria informacji jest kluczowa dla zrozumienia problemów z zakresu biologii (kwestia definicji „życia”, jego początku i ewolucji), a także neuronauki (problem świadomości i nauki o umyśle). W ostatnich publikacjach poświęconych epistemologii matematyki twierdzi, że jego odkrycia z zakresu logiki matematycznej i algorytmicznej teorii informacji pokazują, że matematycy powinni porzucić nadzieję na dowiedzenie pewnych faktów matematycznych i przyjąć quasi-empiryczną metodologię.

## Wyróżnienia
W 1995 r. otrzymał tytuł doktora honoris causa Uniwersytetu Maine, a w 2002 r. honorową profesurę Uniwersytetu w Buenos Aires w Argentynie, gdzie urodzili się jego rodzice i gdzie spędził część swojej młodości. W 2007 r. otrzymał Medal Leibniza. Obecnie jest profesorem na Uniwersytecie w Rio de Janeiro.